# روتردام
رُتِردام (به هلندی: Rotterdam) بزرگ‌ترین بندر اروپا و دومین بندر بزرگ جهان پس از بندر شانگهای است. شهر و بندر رتردام در استان هلند جنوبی در کشور هلند واقع شده‌است. جمعیت رتردام در ماه مارس ۲۰۱۳ برابر با ۶۱۸٫۲۷۹ نفر بوده‌است. بیش از نیمی از شهروندان این شهر خارجی‌تبار هستند. رتردام پس از آمستردام دومین شهر بزرگ کشور هلند است. جایگاه راهبردی آن در دلتای «راین-ماس-اسخلد» بر کرانه دریای شمال و در قلب سامانه‌ای انبوه از راه‌آهن‌ها، جاده‌ها و راه‌های هوایی و آبی باعث شده تا به این شهر لقب «دروازه اروپا» داده شود. روتردام هم‌چنین به خاطر چندفرهنگی بودن شهر، دانشگاه اراسموس، معماری مدرن، بمباران روتردام در جنگ جهانی، و چشم‌اندازهای کناره رودخانه‌ای خود شهرت دارد. رُتِردام را پایتخت معماری و شهرسازی هلند می‌دانند که شهرسازی آن آمیزه‌ای از هنر آوان گارد و شهرسازی مدرن و سنتی هلندی است.نزدیک به ۳۰۰ فرهنگ ملی و قومی گوناگون در رتردام زندگی می‌کنند.

## جغرافیا
روتردام در غرب کشور هلند و در جنوب منطقه کلان‌شهری «راندستاد» واقع شده‌است. منطقه کلان‌شهری «روتردام-رَینموند» که سکونتگاهی پیوسته را تشکیل می‌دهد، در مجموع ۱٫۳ میلیون جمعیت دارد.
شهر روتردام در کرانه رودخانه نیووه ماس قرار داد. رودخانه راین در این محل به دریای شمال می‌ریزد. نام این شهر به معنی سد (dam) بر روی رودخانه «رُته» است. رته رودخانه کوچکی است که در مرکز شهر رتردام به نیووه ماس می‌پیوندد.

## پیشینه

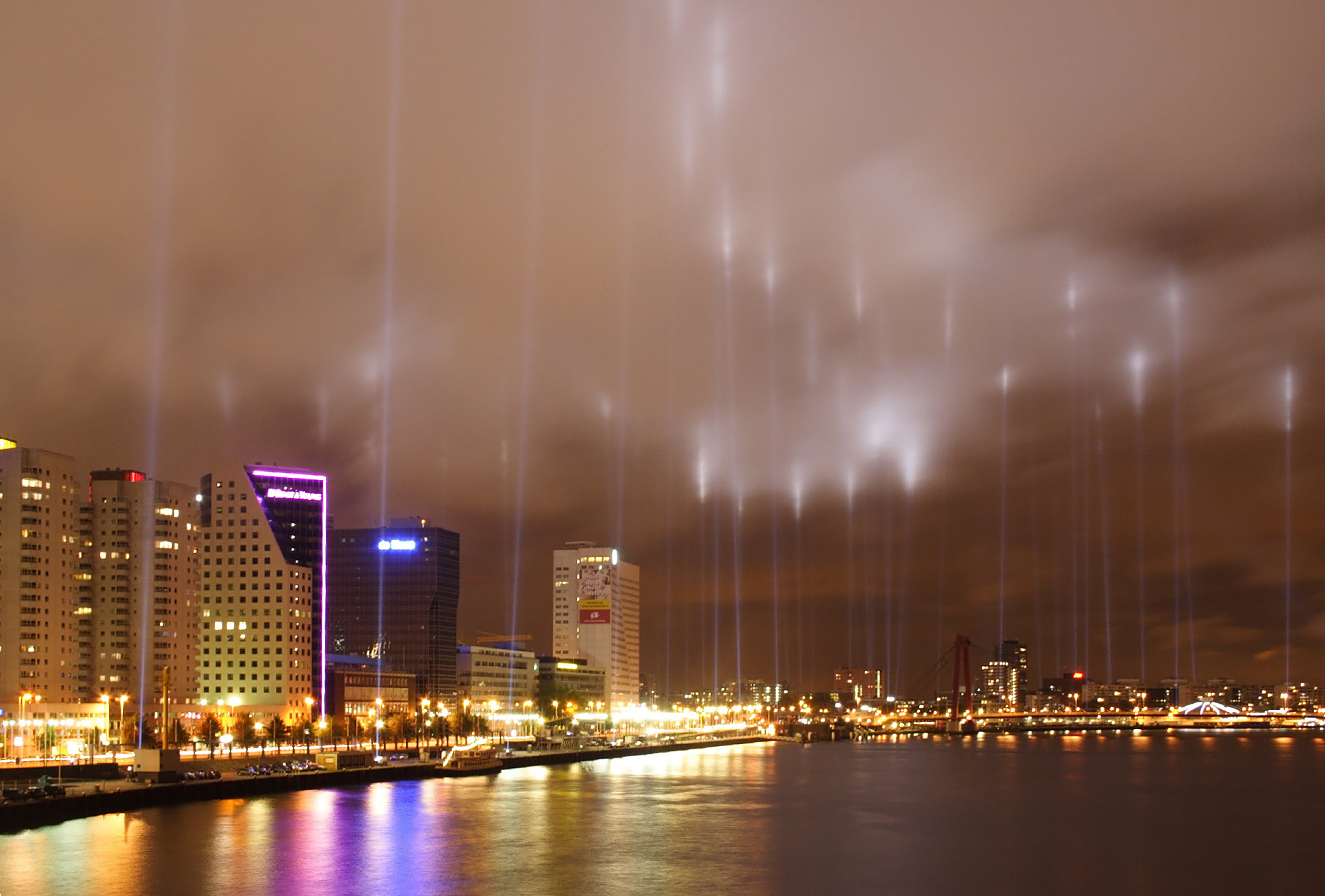
نورافشانی شهر رتردام در شب، به یادبود سال‌روز بمباران رتردام در سال ۱۹۴۰ میلادی.

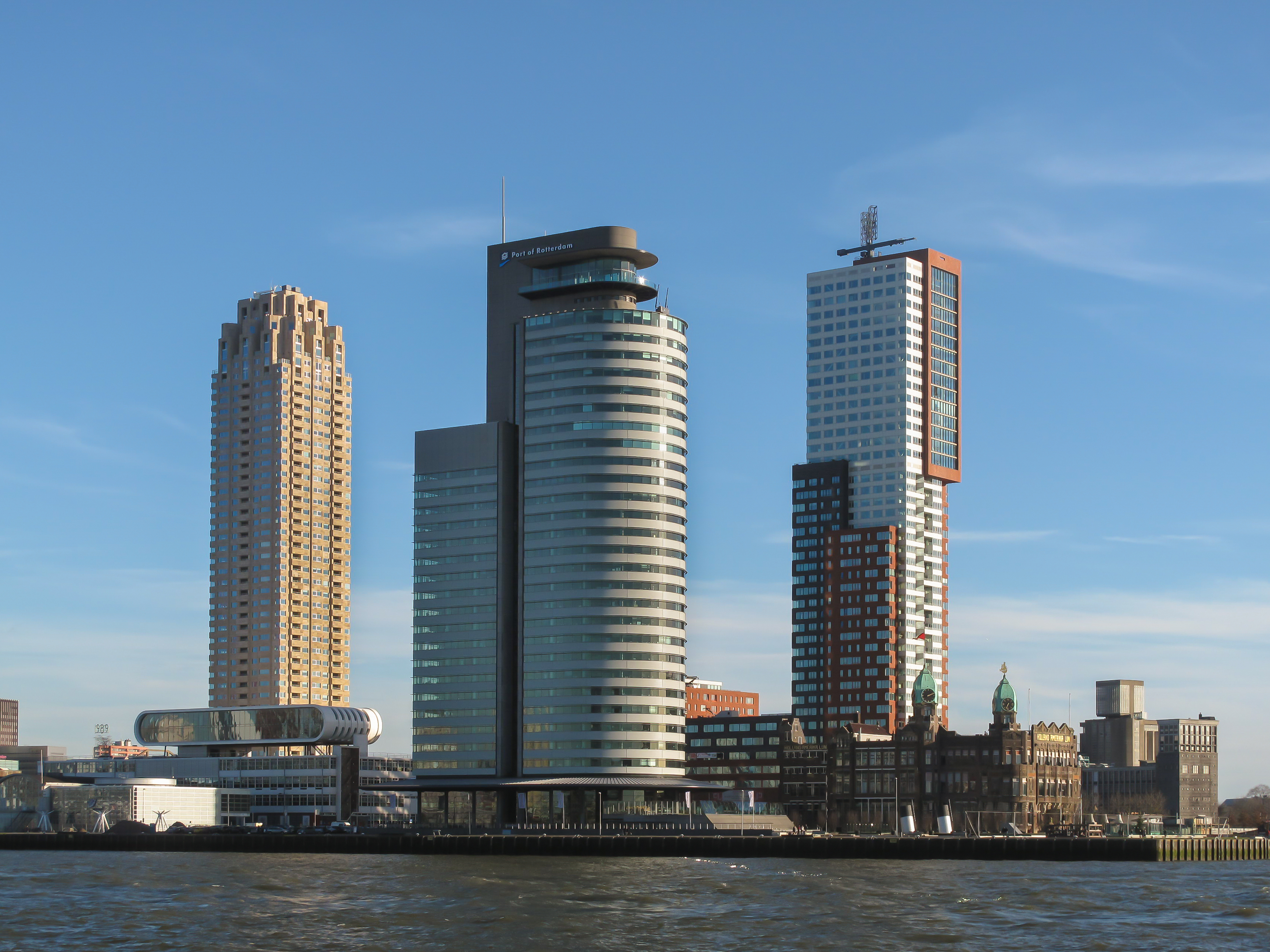
منطقهٔ کُپ فان زاید در روتردام.

پیشینه سکونتگاه اولیه در این مکان که در پست‌ترین نقطه کنار رود «روته» (Rotte) قرار داشت دست کم به سال ۹۰۰ میلادی می‌رسد. نهر روته از زمین‌های باتلاقی می‌گذشت و نام آن یعنی روته که در قدیم روتا (Rotta) تلفظ می‌شد نیز به معنی «آب گل‌آلود» است. واژه روتا از دو بخش روت (گل‌آلود) و «آ» (آب) تشکیل شده‌است.
در حدود سال ۱۱۵۰ سیل‌های بزرگ باعث پایان توسعه این سکونتگاه شد ولی مردم محل در این مکان سدها و خاکریزهای حفاظتی مختلفی ساختند که از آن جمله می‌توان «خاکریز اسخیلاند بر دریای مرتفع» (به هلندی: Schielands Hoge Zeedijk) را نام برد که در امتداد ساحل شمالی «نیووه ماس» امروزی ساخته شد.
در تاریخ ۷ ژوئن ۱۳۴۰، کنت ویلم چهارم هلند به رتردام حق شهر بودن بخشید و جمعیت این شهر در آن تاریخ حدود دو هزار نفر اعلام شد. در حدود سال ۱۳۵۰ یک کانال کشتیرانی به نام «رتردامسه اسخی» (به هلندی: Rotterdamse Schie) گشایش یافت که از این راه دسترسی رتردام به شهرهای بزرگتر واقع در شمال حاصل شد و این شهر را تبدیل به مرکز بارگیری و باراندازهای هلند، انگلستان و آلمان کرد.
در خلال سال‌ها رفته‌رفته به اهمیت بندر رتردام افزوده شد به گونه‌ای که به عنوان کرسی یکی از شش «اتاق» کمپانی هند شرقی هلند برگزیده شد.

## مترو
متروی روتردام در سال ۱۹۶۸ تأسیس شده و هم‌اکنون دارای ۵ خط و ۶۲ ایستگاه می‌باشد.

## شهرهای خواهر
| - کلن، آلمان - اکس-سور-آلزت، لوکزامبورگ - لیل، فرانسه - تورین، ایتالیا - لیژ، بلژیک - بورگس، بلغارستان - کونستانتا، رومانی - گدانسک، لهستان - شانگهای، چین - سنت پترزبورگ، روسیه - بالتیمور، آمریکا - درسدن، آلمان - استانبول، ترکیه - سورابایا، اندونزی | - هال، بریتانیای کبیر - آنتورپ، بلژیک - بازل، سوئیس - اسلو، نروژ - دویسبورگ، آلمان - نورنبرگ، آلمان - جاکارتا، اندونزی - اوزاکا، ژاپن - بوداپست، مجارستان - براتیسلاوا، اسلوواکی - دوربان، آفریقای جنوبی - پراگ، جمهوری چک - بوئنوس آیرس، آرژانتین |  |